# Giò (1990)
Giò è un album della cantante Giovanna pubblicato dall'etichetta Kicco Music nel 1990.
Da non confondere con l'omonimo album Giò pubblicato, sempre da Giovanna, nel 1980 per l'etichetta Ri-Fi.

## Tracce
1. Il mio ex (P. Limiti, R. E. Carlos)
2. Balla che sei bella (F. Bernardi, G. Nocetti)
3. Se Arbore ti cucca (G. Nocetti)
4. Una furia nel cuore (G. Nocetti)
5. Fascino latino (F. Bernardi, G. Nocetti)
6. Gian Paolo (G. Nocetti)
7. Troppo presto (G. Nocetti)
8. Una rosa scarlatta (G. Nocetti)
9. Tempo D'Estate (G. Nocetti)
10. Bandolero (Lucinha, Luli)
11. Due croci (C. Larrea)
12. Atomo (G. Nocetti)
13. Colpa tua (G. Nocetti, M. Gallo)
14. Marzio (G. Nocetti)
15. Sopra il treno per il Messico (P. Cirillo)